# اسماعیل معزی
اسماعیل معزی (۱۳۰۲–۱۳۸۷) فقیه، مجتهد و از شاگردان برجسته آیت‌الله بروجردی، مؤلف کتاب «جامع احادیث الشیعه» که به دستور و تحت اشراف آیت‌الله محمدحسین بروجردی توسط وی در طی پنجاه سال و در سی و سه جلد تألیف گردید و به چاپ رسید. جلد اول کتاب جامع احادیث الشیعه در زمان حیات آقای بروجردی به چاپ رسید. او نماینده مردم ملایر (همدان) بود. در اولین دوره انتخابات مجلس شورای اسلامی با کسب ۴۵٬۲۳۰ رأی برابر با ۵۱٫۹۰ درصد آراء به مجلس راه یافت.
او تحصیلات حوزوی خود را در قم به اتمام رسانده و در ۱۴ خرداد ۱۳۲۹ در برابر توهین نامه پخش شده توسط یکی از هواداران فدائیان اسلام دربارهٔ بروجردی به همراه چند تن از طلاب (ربانی شیرازی- علی لر- عبدالرحیم بروجردی و ..) به هوادارن فدائیان اسلام حمله و با جمع توهین نامه به ضرب و شتم آنان پرداختند.

پس از انتخاب اسماعیل معزی به نمایندگی مجلس موضوع حمله به طرفداران نواب صفوی در بررسی اعتبار نامه وی مطرح شد و اعتبار نامه او در صحن علنی مورد اعتراض برخی از نمایندگان مانند: لاهوتی، ابراهیم یزدی، شجونی، معادیخواه، کروبی، عبدخدایی، محلاتی و دیالمه قرار گرفت. او در پاسخ چرایی حمله به صادق خلخالی اعلام کرد که اینکار را به دستور بروجردی انجام داده است. سرانجام اعتبار نامه او با ۷۱ رای موافق در مقابل ۶۶ رای مخالف و ۵۰ رای ممتنع (از مجموع ۱۸۷ رای ماخوذه) تصویب شد.